# Neoliberalismo
Neoliberalismo é um termo empregado em economia política e economia do desenvolvimento para descrever o ressurgimento de ideias derivadas do capitalismo laissez-faire (apresentadas pelo liberalismo clássico) que foram implementadas a partir do início dos anos 1970 e 1980. Utilizado especialmente a partir do final dos anos 1980, o termo passou a ser utilizado em lugar de termos como monetarismo, neoconservadorismo, Consenso de Washington  ou reforma do mercado, entre outros, sobretudo numa perspectiva crítica. Seus defensores defendem políticas de liberalização econômica abrangentes, como privatização, austeridade fiscal, desregulamentação, livre comércio, e redução da despesa pública para reforçar o papel do setor privado na economia.
Neoliberalismo é um conceito cujo uso e definição têm sofrido algumas alterações ao longo do tempo. Na década de 1930,  neoliberalismo tratava-se de uma doutrina econômica que emergiu entre académicos liberais europeus  e que tentava definir uma denominada "terceira via" capaz de resolver o conflito entre o liberalismo clássico e a economia planificada coletivista. Este desenvolvimento remontou ao desejo de evitar a repetição das falhas econômicas que deram origem à crise de 1929, cuja causa era atribuída principalmente à política económica do liberalismo clássico. Nas décadas posteriores, a teoria neoliberal tendeu a divergir da doutrina mais laissez-faire do liberalismo clássico, promovendo, em vez disso, uma economia de mercado sob a orientação e regras de um estado forte -  modelo que viria a ser denominado economia social de mercado. O neoliberalismo é assemelhado ao neoconservadorismo quanto ao expansionismo para espalhar os valores que os seus mentores consideram ocidentais no mundo, principalmente nos anos 70.
Na década de 1960, o uso do termo "neoliberal" entrou em acentuado declínio, mas, quando foi  reintroduzido, na década de 1980, o seu significado tinha se alterado e passou a ser associado às  reformas económicas implementadas no Chile, nos anos 1970, durante a  ditadura de Augusto Pinochet,  que contou com a colaboração de Hayek, dos Chicago Boys  e da CIA. :40  Neste período, a palavra não apenas adquiriu uma conotação negativa diante dos críticos da reforma do mercado, como também havia  mudado de significação - deixando de ser considerado como uma forma moderada de liberalismo, para ser entendido como um conjunto de ideias mais  radicalmente favoráveis ao capitalismo laissez-faire. Os académicos  passaram, então, a associar o neoliberalismo  às teorias dos economistas Friedrich Hayek, da Escola Austríaca,  e Milton Friedman, da Escola de Chicago. Nos anos 1980, o termo passa a ser usado por acadêmicos ligados a diferentes ciências sociais, sobretudo na crítica a esse ressurgimento das ideias derivadas do liberalismo econômico laissez faire do século XIX O emprego  do termo expandiu-se rapidamente ao longo dos anos 1990, consolidando-se nos anos 2000.
Assim, uma vez estabelecido o novo significado da palavra entre os académicos de língua espanhola, este difundiu-se para a literatura de economia política, em língua inglesa, associando-se ao conjunto de políticas económicas introduzidas por Augusto Pinochet, no Chile, Margaret Thatcher, no Reino Unido, e Ronald Reagan, nos Estados Unidos. A mudança no consenso que ocorreu durante as décadas de 1970 e 1980 em prol das teorias econômicas e políticas neoliberais, é considerada por alguns estudiosos como sendo a raiz da  financeirização da economia que culminaria com a crise de 2008.
A produção acadêmica acerca do fenômeno do neoliberalismo tem crescido, e o impacto da crise global de 2008 na economia global tem suscitado novas críticas ao modelo neoliberal, que buscam novas alternativas capazes de promover o desenvolvimento econômico. Em junho de 2016, o Fundo Monetário Internacional, que prescreve o neoliberalismo como forma de nortear o crescimento econômico sustentável em países em desenvolvimento, publicou um artigo indicando que algumas políticas neoliberais poderiam ter efeitos nocivos de longo prazo, dado que, em vez de gerar crescimento, aumentariam a desigualdade, colocando em risco uma expansão econômica duradoura, isto é, prejudicando o nível e a sustentabilidade do crescimento.

## Etimologia
É possível que o termo "neoliberalismo" tenha várias origens. Primeiramente, aparece em alguns escritos de Mises,  de maneira assistemática, quando o autor se refere a  älteren Liberalismus ('velho liberalismo')  e neuen Liberalismus (novo liberalismo, que foi traduzido para o inglês como neoliberalism). Há também a possibilidade de que a palavra tenha sido uma criação coletiva, durante o  Colóquio Walter Lippman, realizado em Paris (1938) e do qual participaram Rueff, Hayek,  Mises, Rustow, Röpke, Condliffe, Polanyi, Lippman e  Louis Baudin, entre outros. Como não foram feitas atas nem publicações do colóquio, o único testemunho  de primeira fonte é o livro de Baudin,  L'Aube d'un Nouveau Liberalisme, publicado em 1953.
A palavra foi usada em épocas diferentes, com  significados semelhantes, porém distintos:
- na primeira metade do século XX, significou a doutrina proposta por economistas franceses, alemães e norte-americanos voltada para a adaptação dos princípios do liberalismo clássico às exigências de um Estado regulador e assistencialista;
- a partir da década de 1980, passou a significar a doutrina econômica que defende a absoluta liberdade de mercado e uma restrição à intervenção estatal na economia, só devendo esta ocorrer em setores imprescindíveis e, ainda assim, num grau mínimo (minarquia). É nesse segundo sentido que a palavra é mais usada atualmente.[31] No entanto, autores da filosofia econômica[32] e comentaristas de economia[33] que se alinham com as postulações liberais rejeitam a classificação de "neoliberal", preferindo se declarar liberais. Nesse sentido, pode-se afirmar que neoliberalismo é mais um termo elaborado pelos críticos dos pressupostos do liberalismo do que uma reivindicação terminológica por parte dos precursores de sua doutrina.
- a partir da década de 1930 o ordoliberalismo tornou-se a variante alemã do neoliberalismo.

A publicação de  O Caminho da Servidão, de Hayek,  em 1946, marca, segundo Perry Anderson, o nascimento do neoliberalismo na Europa e na América do Norte. No livro, Hayek afirma sua posição  contrária ao planejamento econômico  e  ao  coletivismo  predominantes, segundo ele, na Alemanha, na Itália e na "Rússia Soviética", a partir dos anos que antecederam  a Segunda Guerra Mundial. A palavra neoliberalismo recobre análises de diferentes escolas do pensamento econômico. Sua utilização para designar este conjunto de análises não faz assim consenso. A palavra é geralmente empregada pelas correntes críticas ao liberalismo contemporâneo, mas alguns daqueles designados por este termo podem não se reconhecer como tal, geralmente considerando que a palavra tenha uma carga depreciativa.

## História

### Origem e a Escola Austríaca

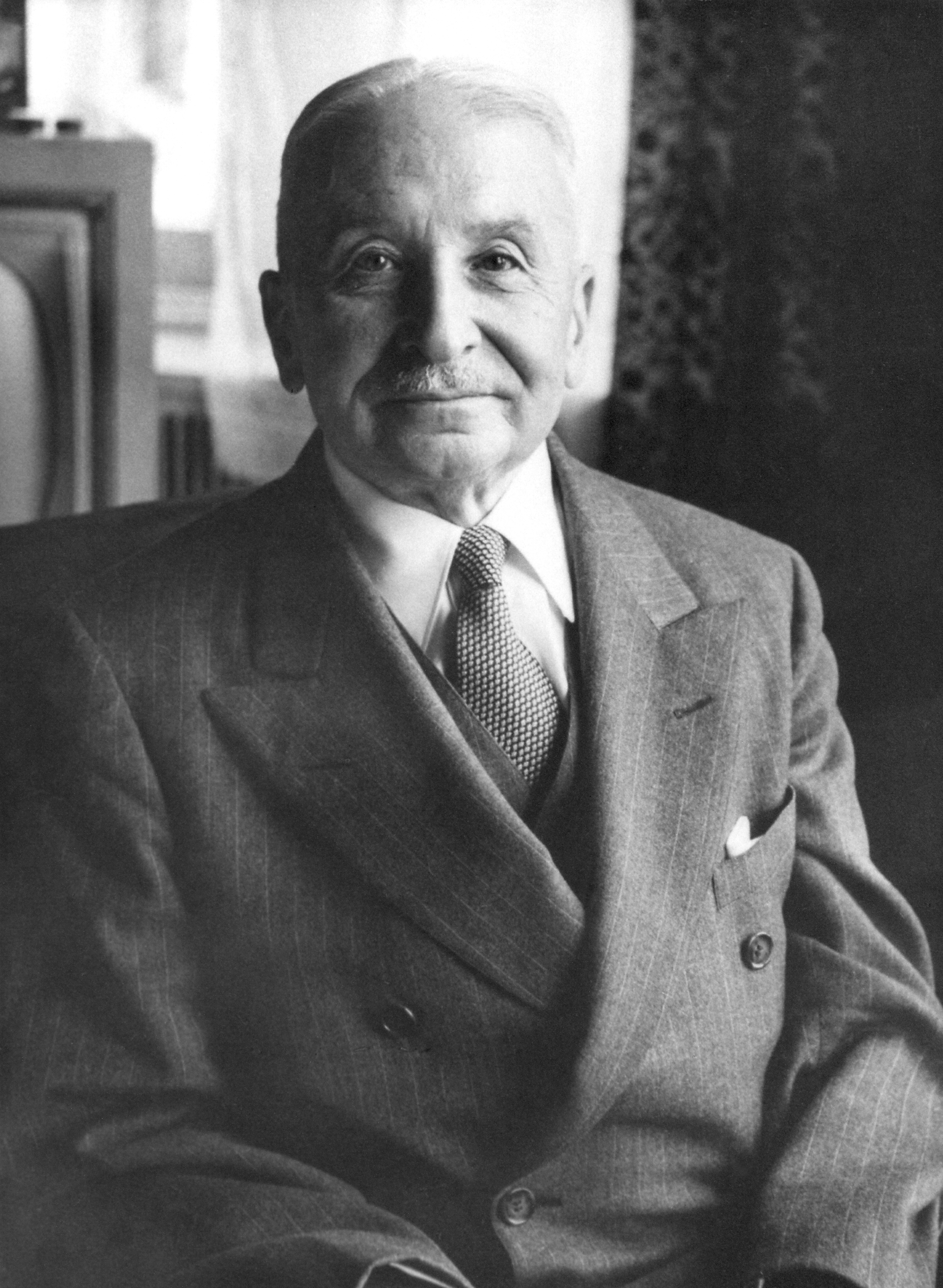
Ludwig von Mises, membro da Escola Austríaca e economista neoliberal

A denominação "neoliberal" assemelha-se ao termo 'neoclássico' na História da Arte. Quando se afirma a existência de governos "neoliberais", a utilização do prefixo 'neo' não se refere a uma nova corrente do liberalismo, mas à aplicação de alguns dos preceitos liberais consagrados mas num  contexto histórico (qual seja, o contemporâneo) diverso daquele no qual foram formulados (no início do século XVII, na Inglaterra, através de John Locke).
As origens do que hoje se chama neoliberalismo nos remetem à Escola Austríaca, nos finais do século XIX, com o Prêmio de Ciências Econômicas Friedrich von Hayek, considerado o propositor da sua base filosófica e econômica, e Ludwig von Mises.
A Escola Austríaca adotava a Lei de Say e a teoria marginalista, que veio a ser contestada, mais tarde, por Keynes, quando formulou suas ideias e defendeu as políticas econômicas com vistas à construção, na década de 1930, de um Estado de bem-estar social  ou welfare state, também chamado, por alguns, Estado Escandinavo,  por ter sido  o modelo adotado pelos países escandinavos (Suécia, Dinamarca, Noruega e Finlândia), através do modelo nórdico.
Mais recentemente, em 1947, o liberalismo ressurge a partir do célebre encontro entre um grupo de intelectuais liberais e conservadores realizado em  Mont Pèlerin, vilarejo  suiço onde foi fundada uma sociedade de ativistas em oposição às políticas do estado de bem-estar social, por eles consideradas "coletivistas" e, em última análise, "cerceadoras das liberdades individuais" A Sociedade Mont Pèlerin dedica-se a difundir e propagar as ideias conservadoras e liberais da Escola Austríaca e a combater ideologicamente todos os que delas divergem. Com esse objetivo promove conferências, publica livros, mantém sites na Internet e conta para isso, em seus quadros, com vários economistas com treinamento acadêmico, como Jesús Huerta de Soto, seu vice-presidente e professor da Universidade de Madrid.
Essas ideias atraíram mais adeptos depois da publicação, em 1942 na Inglaterra, do Relatório Beveridge, um plano de governo britânico segundo o qual — depois de obtida a vitória na Segunda Guerra Mundial — a política econômica britânica deveria se orientar no sentido de promover uma ampla distribuição de renda,  baseando-se no tripé da Lei da Educação, a Lei do Seguro Nacional e a Lei do Serviço Nacional de Saúde (associadas aos nomes de Butler, Beveridge e Bevan). A defesa desse programa tornou-se a bandeira com a qual o Partido Trabalhista britânico venceu as eleições de 1945, colocando em prática os princípios do estado de bem-estar social. Para Friedrich August von Hayek, esse programa levaria "a civilização ao colapso".
Em O Caminho da Servidão (1944), Hayek expôs os princípios básicos de sua teoria, segundo a qual o crescente controle do Estado é o caminho que leva à completa perda da liberdade, e indicava que os trabalhistas,  se continuassem no poder, levariam a Grã-Bretanha ao mesmo caminho dirigista que os nazistas haviam imposto à Alemanha. Essas posições de Hayek não são baseadas exclusivamente em leis econômicas ou na ciência pura da economia, mas evidenciam um significativo componente político-ideológico. Isso explica por que o economista socialista Gunnar Myrdal, o teórico sueco inspirador do Estado do bem-estar social, ironicamente, dividiu o Prêmio de Ciências Econômicas (Prêmio Nobel), em 1974, com seu maior rival ideológico, von Hayek, cujo livro O Caminho da Servidão tornou-se referência para os defensores do capitalismo laissez-faire.
Essa discussão, que se iniciou no campo da teoria econômica, transbordou, na Inglaterra, para o campo da discussão político-partidária e serviu de mote à campanha que elegeu, pelo Partido Conservador, Winston Churchill, que chegou a dizer que "os trabalhistas eram iguais aos nazistas".

### Escola de Chicago
Uma outra vertente do liberalismo surgiu nos Estados Unidos e concentrou-se na chamada Escola de Chicago, defendida por outro laureado com o chamado Ciências Econômicas, o professor Milton Friedman. Friedman criticou as políticas econômicas inauguradas por Roosevelt com o New Deal, que respaldaram, na década de 1930, a intervenção do Estado na economia com o objetivo de reverter a depressão econômica e a crise social daqueles anos. Essas políticas, adotadas quase simultaneamente por Roosevelt, nos Estados Unidos, e por Hjalmar Horace Greeley Schacht, na Alemanha nazista, foram, três anos mais tarde, defendidas por Keynes, que lhes deu arcabouço teórico em sua obra clássica  The General Theory of Employment, Interest and Money (1936), cuja publicação marcou o início do keynesianismo. Ao fenômeno de ressurgência dos princípios liberais do início do século XX, muitos chamam de neoliberalismo.
Friedman, assim como Hayek, Mises e outros economistas defensores do capitalismo laissez-faire,  argumentou que a política do New Deal, do Presidente Roosevelt, ao invés de recuperar a economia e o bem-estar social, teria prolongado a depressão econômica e a crise social. Segundo Friedman, isto teria ocorrido principalmente, porque o Estado redirecionara os escassos recursos disponíveis na época para investimentos não viáveis economicamente, ou seja, o Estado havia desperdiçado recursos, o que, afinal,  teria diminuído a eficiência, a produtividade e a riqueza da sociedade. Em resumo, os investimentos não estariam sendo realizados tomando como parâmetro principal a eficiência econômica, e sim a eficiência política. Os recursos destinavam-se aos setores mais influentes politicamente, aqueles que traziam maior popularidade ao governante, independentemente de seu valor produtivo para a sociedade.
Friedman era contra qualquer regulamentação que inibisse a ação das empresas. Era contra, por exemplo, o salário mínimo que, segundo acreditava, além de não conseguir aumentar o valor real da renda, excluiria a mão de obra pouco qualificada do mercado de trabalho. Opunha-se, consequentemente, ao salário mínimo e à fixação de qualquer tipo de piso salarial  pelos sindicatos  ou outros órgãos de interesse social, pois acreditava que esses pisos  distorceriam os custos de produção, resultando em aumento do desemprego, queda na produção e redução da riqueza da sociedade -  aumentando, consequentemente, a pobreza. Friedman defendeu a teoria econômica que ficou conhecida como "monetarista" ou da "escola de Chicago".

### Declínio do liberalismo clássico
O declínio do liberalismo clássico remonta ao final do século XIX, de início lento.  Já no século XX,  após a quebra da Bolsa de Valores de Nova York, em 1929, e a Grande Depressão que se seguiu, a queda foi vertiginosa. Enquanto o liberalismo era objeto de descrédito,  ganhavam força as teorias que preconizavam a necessidade de intervenção do Estado na economia, notadamente as ideias de Keynes, aplicadas, quase simultaneamente, pelo New Deal de  Franklin Roosevelt e pelo governo Nacional Socialista da Alemanha, onde o ministro da economia Horace Greely Hjalmar Schacht, em três anos (1934–37), conseguiu acabar com o desemprego na  Alemanha, sem provocar inflação, adotando um déficit orçamentário de  5% do PIB -  enquanto o resto do mundo se afundava cada vez mais na recessão. Essas políticas já tinham sido incorporadas à legislação alemã no final de 1932 pelo governo de Kurt von Schleicher e tiveram influência nas políticas do New Deal de Roosevelt. Em 1936, Keynes publicou sua obra magna The General Theory of Employment, Interest and Money que deu o suporte teórico a esse tipo de intervenção estatal na economia que já vinha sendo adotado, intuitivamente, alguns anos antes da publicação do livro de Keynes.
Em 1944, os países ricos criaram os  acordos de Bretton Woods e estabeleceram regras intervencionistas para a economia mundial. Entre outras medidas, foi criado o FMI. Com a adoção das metas dos acordos de Bretton Woods e a adoção de políticas keynesianas, os 30 anos seguintes foram de rápido crescimento nos países europeus e no Japão, que viveram sua  "Era de Ouro". A Europa renascia, com os financiamentos concedidos por meio do Plano Marshall, e o Japão teve o período de maior progresso de sua história. O período de pós-guerra, até o início da década de 1960 foram os "anos dourados" das economias capitalistas.

## Teorias econômicas
As teorias econômicas tidas como neoliberais geralmente são agregadas no termo economia neoclássica. As teorias neoclássicas foram influenciadas ou interagem com as seguintes escolas de pensamento:
- Liberalismo econômico
- Economia clássica
- Escola keynesiana
- Monetarismo

## Governos neoliberais
O primeiro governo democrático a se inspirar nos princípios neoliberais foi o de Margaret Thatcher, na Inglaterra, a partir de 1980.
Depois de persuadir o Parlamento Britânico da eficácia do programa neoliberal, Thatcher fez aprovar leis que revogavam  direitos dos trabalhadores, privatizou empresas estatais e estabilizou a moeda. Tal era o seu entusiasmo pelo discurso  neoliberal, então em voga, que seu governo acabou por recriar a capitação, um tributo altamente regressivo, aplicado pela última vez no século XVII. Oficialmente denominado Community Charge e mais conhecido como  "Poll tax" ou  head tax  tratava-se de um imposto de valor fixo a ser pago por todo e qualquer cidadão, independentemente da renda ou  capacidade de pagamento.[carece de fontes?]

### Ronald Reagan

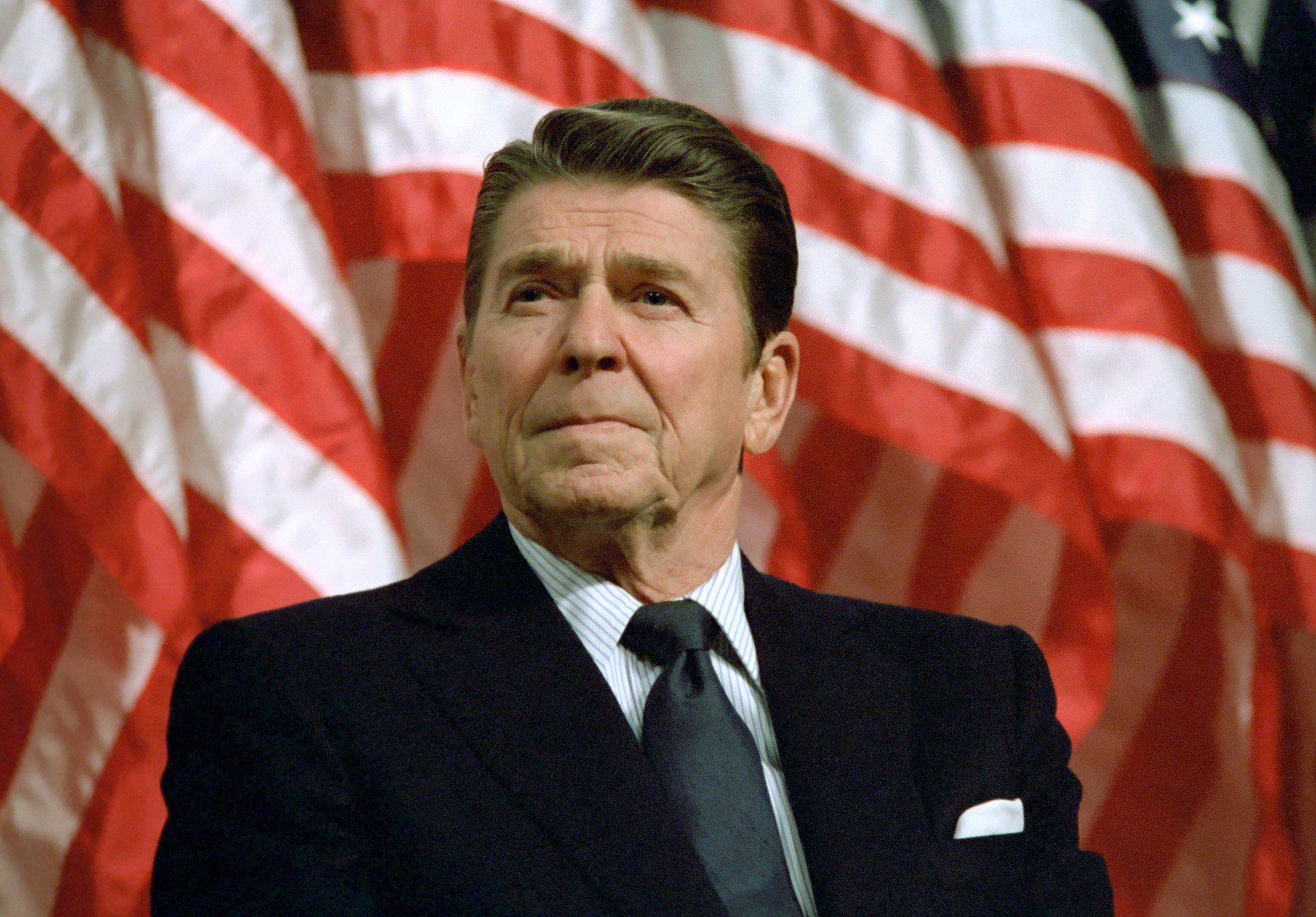
Ronald Reagan implantou políticas que ficaram conhecidas como Reaganomics

O presidente americano Ronald Reagan, que governou entre 1981 e 1989, implementou políticas baseadas na economia pelo lado da oferta, defendeu a filosofia laissez-faire e a política fiscal de livre mercado, e procurou estimular a economia com grandes reduções de impostos. Citando as teorias econômicas de Arthur Laffer, promoveu as reduções dos impostos propostas para potencialmente estimular a economia a expandir sua base tributária, compensando a perda de receitas causadas pela redução dos impostos pelo fato de que mais pessoas pagariam impostos. O efeito final de todas as contas fiscais da era Reagan foi o de uma redução de 1% na receita do governo em relação as primeiras estimativas de receita do Departamento do Tesouro, feitas em janeiro de cada ano. O Reaganomics foi objeto de intenso debate entre os seus apoiadores, que apontavam para melhorias em alguns indicadores econômicos chaves como uma prova de sucesso, e os seus críticos, que apontavam os grandes aumentos nos déficits orçamentários federais e da dívida nacional. Sua política de "paz Armada" resultou em um aumento significativo nos gastos militares, que tiveram um aumento real de 40% entre 1981 e 1985.
Os impostos federais sobre a renda foram significativamente reduzidos com a sanção da Economic Recovery Tax Act of 1981. No entanto, outros aumentos de impostos aprovados pelo Congresso e sancionados pelo presidente garantiram que as receitas federais provenientes do imposto de renda
aumentassem de US$308,7 bilhões para US$549 bilhões e fossem superiores a média do período de 1970-2010. Com a sanção da lei bipartidária Tax Reform Act of 1986, a legislação tributária também foi revisada. Apesar do fato de que a Tax Equity and Fiscal Responsibility Act of 1982 (TEFRA) foi o maior aumento de impostos em tempos de paz da história norte-americana, o produto interno bruto apresentou uma forte recuperação após a recessão do início da década de 1980, e cresceu a uma taxa média anual de 7,93% durante o seu governo. Foram criados dezesseis milhões de novos empregos e os índices de desemprego caíram de 7,5%, registrado no último ano do governo Jimmy Carter, para 5,4%, embora o desemprego atingiu no final de 1982 a maior taxa desde a Grande Depressão, antes de cair durante o restante do mandato. Comparado com o governo Carter, a inflação média também diminuiu significativamente, indo de 12,5% (1980) para 4,4% (1988).

### Alemanha Ocidental
As ideias neoliberais foram inicialmente implementadas na Alemanha Ocidental. Os economistas neoliberais que cercavam Ludwig Erhard inspiravam-se em teorias que eles tinham desenvolvido na década de 1930 e 1940, contribuindo para a reconstrução da Alemanha Ocidental após a Segunda Guerra Mundial. Erhard era um membro da Sociedade Mont Pèlerin e estava em contato constante com outros liberais de sua época. O próprio Erhard admitia que comumente era classificado como um "neoliberal" entre seus pares, uma classificação que ele mesmo aceitava.
O ordoliberalismo da Escola de Friburgo era mais pragmático. Os neoliberais alemães aceitavam o conceito do liberal clássico de que a concorrência tem o condão de impulsionar a prosperidade econômica, mas eles argumentavam que uma política de estado laissez-faire sufocaria a competição quando os fortes (mais competitivos) devorassem os fracos (menos competitivos), uma vez que a instituição de monopólios e cartéis poderia representar uma ameaça à livre concorrência. Eles apoiaram a criação de um sistema jurídico bem desenvolvido e de um aparato regulatório capaz e, embora ainda se opusessem às políticas trabalhistas keynesianas em grande escala ou mesmo uma rede alargada de segurança social (welfare state), a teoria dos neoliberais alemães era marcada pela iniciativa de colocar valores humanísticos e sociais em igualdade com a eficiência econômica. Alfred Müller-Armack cunhou a expressão "economia social de mercado" para enfatizar a tendência igualitária e humanista desta corrente. Walter Eucken, considerado o pai do ordoliberalismo, frequentemente defendia que "a segurança social e justiça social são o maiores preocupações do nosso tempo". Tal posicionamento não ficou imune às críticas dentre os próprios economistas liberais, entretanto. Na opinião de alguns liberais como Hayek, a economia social de mercado apresentava metas inconsistentes, enquanto outros como Ludwig von Mises acreditavam que os neoliberais alemães não eram diferentes dos socialistas.
Na Alemanha, o termo 'neoliberalismo' era inicialmente sinônimo de  ordoliberalismo e economia social de mercado. Mas, com o tempo, o termo original, 'neoliberalismo', caiu em desuso, dado que 'economia social de mercado' foi considerado mais positivo e  adequado à mentalidade do período do Wirtschaftswunder (milagre econômico alemão) ocorrido nos anos 1950 e 1960.

### Chile

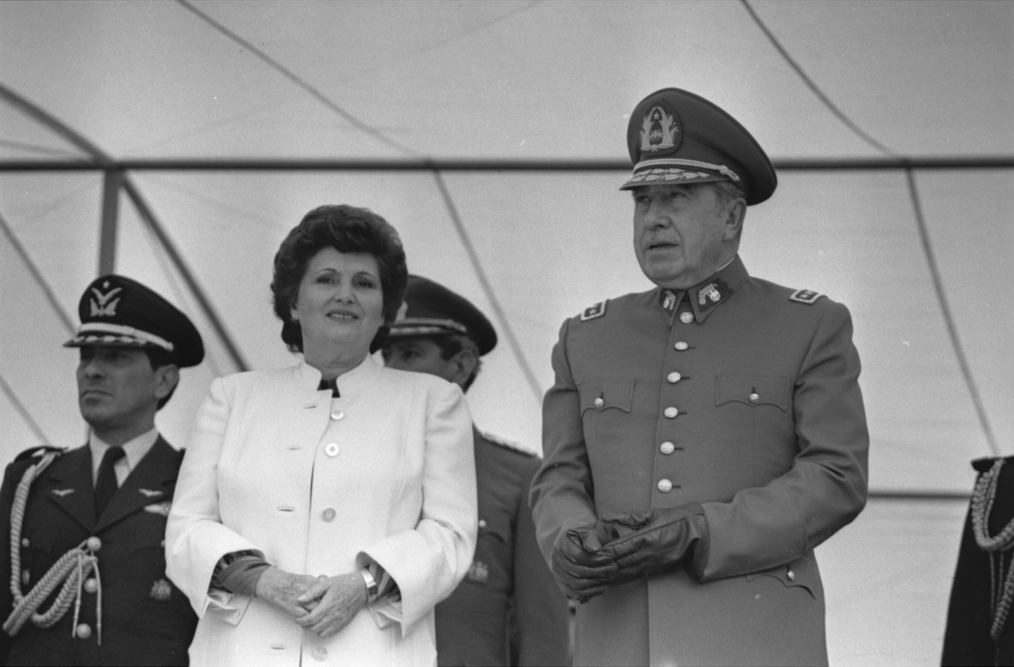
Pinochet com sua esposa, Lucía Hiriart (à esquerda)

O Chile foi um dos primeiros países do mundo a adotar o neoliberalismo. As privatizações no Chile durante o governo de Augusto Pinochet antecederam as da Grã-Bretanha de Margaret Thatcher. Em  1973, quando um golpe militar derrubou o presidente socialista Salvador Allende, o novo governo já assumiu com um plano econômico debaixo do braço. Esse documento era conhecido como "El ladrillo" e fora elaborado, secretamente, pelos economistas opositores do governo da Unidade Popular poucos meses antes do  golpe militar  de 11 de setembro e estava nos gabinetes dos generais golpistas vitoriosos, já no dia 12 de setembro.
O general Augusto Pinochet se baseou em "El ladrillo" e na estreita colaboração de economistas chilenos, principalmente os graduados na Universidade de Chicago, os chamados Chicago Boys, para levar adiante sua reforma da economia.

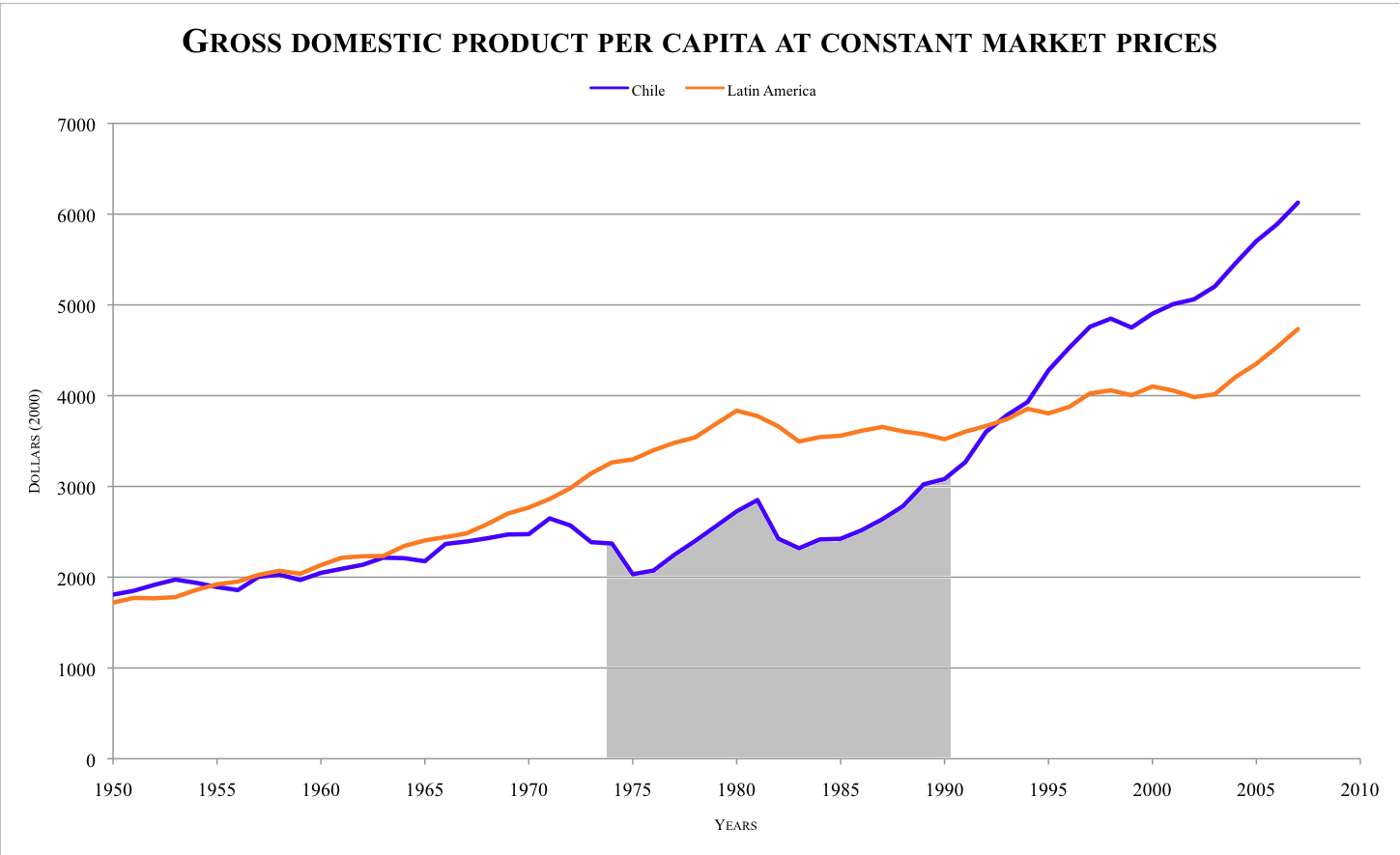
PIB per capita no Chile e na América Latina 1950-2010 (tempo sob Pinochet em destaque)

Em suma, as políticas neoliberais das décadas de 1980 e 1990 transformaram a economia chilena de um mercado protegido com altas barreiras ao comércio e forte intervenção do governo em uma das economias de livre mercado mais abertas do mundo. O Chile experimentou o pior colapso econômico de qualquer país latino-americano durante a crise da dívida latino-americana, mas também teve uma das recuperações mais robustas, saindo do país latino-americano mais pobre em termos de PIB por capita em 1980 para o mais rico em 2019. O crescimento econômico anual médio de da década de 1980 até a crise asiática em 1997 foi de 7,2%, e 3,5% entre 1998 e 2005, e o crescimento da renda real per capita de 1985 a 1996 foi em média de 5% - todos superando as médias latino-americanas e sobre inflação controlada. Entre 1970 e 1985, a taxa de mortalidade infantil no Chile caiu de 76,1 por 1.000 para 22,6 por 1.000, a mais baixa da América Latina. O desemprego de 1980 a 1990 diminuiu, mas permaneceu acima da média sul-americana (que estava estagnada). E apesar da percepção pública entre os chilenos de que a desigualdade econômica aumentou, o coeficiente de Gini do Chile caiu de 56,2 em 1987 para 46,6 em 2017.
Os outros principais governos que adotaram as políticas neoliberais foram os de Margaret Thatcher (Grã-Bretanha) e Ronald Reagan (Estados Unidos), políticas essas que ficaram conhecidas como  thatcherismo  e  reaganomics . A política de Reagan, nos Estados Unidos, também ficou conhecida como Supply-side economics ou Economia do lado da oferta.

### O governo Thatcher

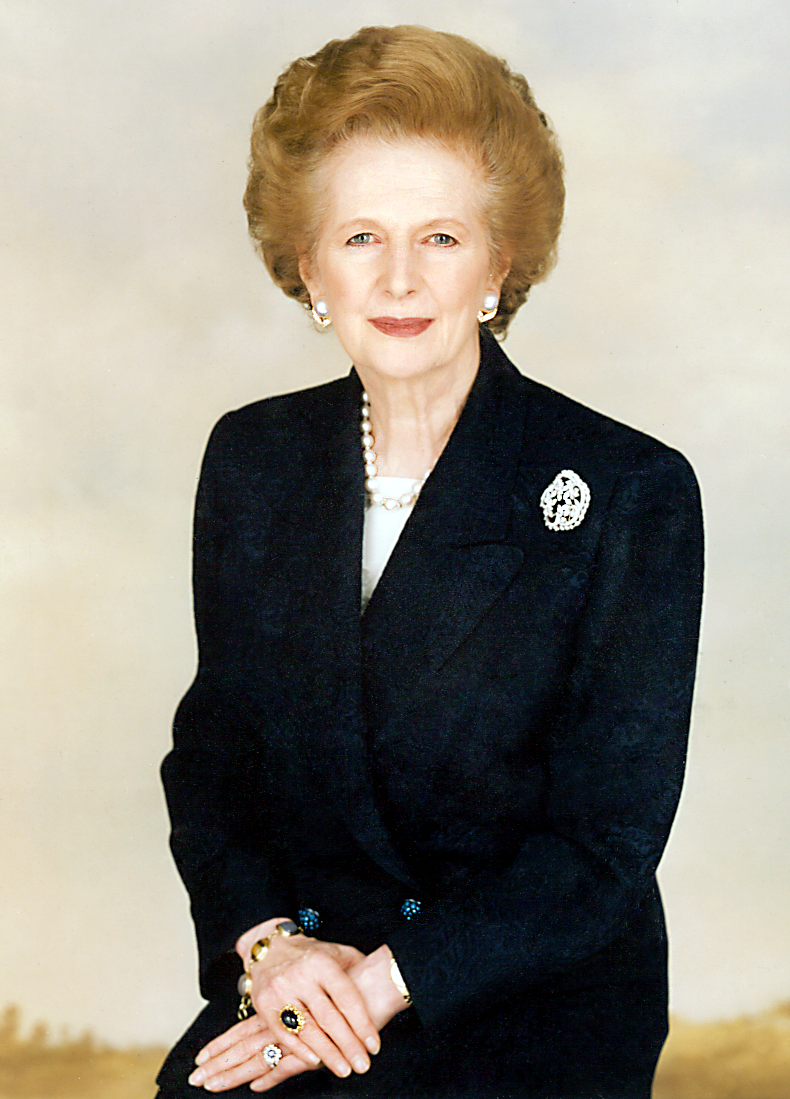
Margaret Thatcher, primeira-ministra do Reino Unido (1979-1990)

Thatcher obteve grande sucesso na estabilização da libra esterlina, na dinamização da economia britânica e na redução drástica da carga tributária, levando, por conseguinte, o Partido Conservador a obter larga margem de vantagem nas eleições parlamentares de 1983 e 1987 — tornando-se assim ícone mundial dos defensores das políticas econômicas neoliberais.  Entretanto, a pobreza infantil no Reino Unido quase duplicou  entre 1979 e 1990 — um dos maiores aumentos jamais visto no mundo industrializado. O custo social das políticas adotadas por seu governo foi considerado demasiadamente grande pelos críticos ao neoliberalismo.
Durante o governo Thatcher a renda dos que estavam no decil superior cresceu pelo menos cinco vezes mais do que a renda dos que estavam no decil inferior; a desigualdade cresceu em um terço Refletindo isso, o Coeficiente de Gini da Grã-Bretanha deteriorou-se substancial e continuamente durante todo o governo Thatcher, passando de 0,25 em 1979 para 0,34 em 1990. Esta significativa piora no Coeficiente de Gini não pôde ainda ser corrigida pelos governos que a sucederam. Por outro lado, durante seu governo, milhares de britânicos conseguiram comprar casas populares e ações de empresas recém-privatizadas nas áreas de energia e telecomunicação.
Quando Thatcher renunciou, em 1990, 18% das crianças inglesas eram consideradas pobres — o pior desempenho dentre os países desenvolvidos — índice que continuou subindo (até atingir um pico de 24%, em 1995-96, quando iniciou sua trajetória descendente).
"Ao mesmo tempo em que é considerada a responsável por reavivar a economia britânica, Margaret Thatcher é acusada de ter dobrado seus índices de pobreza. O índice de pobreza das crianças britânicas, em 1997, era o pior da Europa."
O governo Tony Blair (trabalhista) adotou, para corrigir essa distorção, a partir de 1997, medidas de inspiração keynesiana, tais como o restabelecimento de um salário mínimo, a criação de um programa pré-escolar e aumento dos créditos fiscais (isenções) para a classe trabalhadora (uma medida de "transferência indireta de renda"). A proporção de crianças britânicas que vivem na pobreza caiu do pico de cerca de 24% em 1996-97, atingindo 11% no ano fiscal de 2005.
"Nosso objetivo histórico será tornar nossa geração a primeira a erradicar a pobreza infantil para sempre, e isso vai levar uma geração. É uma missão para 20 anos, mas acredito que possa ser cumprida. Tony Blair.
Os partidos de oposição a Blair, e seus críticos, o acusam de estar sendo "assistencialista", de estar desequilibrando o orçamento, e de estar aumentando a dependência da população no Estado.  Os adversários políticos dos trabalhistas fazem vistas grossas aos estudos que demonstram, por exemplo, que o custo — em prejuízos indiretos causados ao agregado da economia britânica — provocado pela existência de crianças abaixo da linha de pobreza onera a sociedade britânica em cerca de 600 libras por habitante; ou cerca de 40 bilhões de libras por ano no total (2005).  Todavia, o próprio Partido Trabalhista do Reino Unido aceitou, em termos macroeconômicos, certos princípios enfatizados por Thatcher. Peter Mandelson, político trabalhista próximo a Blair declarou, em 2002:
"A globalização pune com força qualquer país que tente administrar sua economia ignorando as realidades do mercado ou a prudência nas finanças públicas. Nesse estrito sentido específico, e devido à necessidade urgente de remover rigidezas e incorporar flexibilidade ao mercados de capitais, bens e trabalho, somos hoje todos tatcheristas."

## Os neoliberais e a crise de 2008
Os neoliberais apontam o modelo keynesiano como sendo o responsável pela crise. Liderados por economistas adeptos do laissez-faire, como Milton Friedman, denunciaram a inflação como sendo o resultado do aumento da oferta de moeda pelos bancos centrais. Responsabilizaram os tributos elevados, juntamente com a regulação das atividades econômicas, pela queda da produção e  pelo aumento da inflação.
A solução que propunham para a crise seria a redução gradativa do poder do Estado, com a diminuição generalizada de tributos, a privatização das empresas estatais e redução do poder do Estado de fixar ou autorizar preços.
O período Reagan foi de redução de impostos e de um mais elevado crescimento econômico, mas também de significativa elevação da dívida pública, o que os "neoliberais" apontam como sendo um de seus principais problemas.

### O neoliberalismo como herdeiro do liberalismo neoclássico
Pierre Bourdieu, num artigo publicado em Le Monde diplomatique, datado de março de 1998, vê "a essência do neoliberalismo" naquilo que ele chama de "o mito walrasiano da "teoria pura". Segundo Bourdieu, o programa neoliberal "tende globalmente a favorecer a ruptura entre a economia e as realidades sociais". Seria "um programa de destruição metódica do coletivo", isto é, de "todas as estruturas coletivas capazes de interpor obstáculo à lógica do mercado puro", tais como as nações, cuja margem de manobra não para de diminuir; os grupos de trabalho (mediante, por exemplo, a individualização de salários e carreiras em função de competências individuais, com a consequente atomização dos trabalhadores); os coletivos de defesa dos direitos dos trabalhadores, sindicatos, associações, cooperativas; a própria família, que, através da constituição de mercados por classes de idade, perde uma parte do seu controle sobre o consumo.

## Críticas
Segundo James Crotty a mais recente onda liberalizante, que ficou conhecida como neoliberalismo, teve seu início com a queda do muro de Berlim. Foi promovida pelo FMI, por economistas liberais como Milton Friedman, por seguidores da Escola de Chicago, entre outros, sendo por eles apregoada como a solução que resolveria parte dos problemas econômicos mundiais, reduzindo a pobreza e acelerando o desenvolvimento global.
Em 2007, após 28 anos da aplicação, em diferentes graus, de medidas tidas como neoliberais, Jomo Sundaram, secretário-geral adjunto da ONU para o Desenvolvimento Econômico, e Jacques Baudot, economista especializado em temas de globalização, escreveram o livro "Flat World, Big Gaps" ("Um Mundo Plano, Grandes Disparidades" em tradução livre) que analisa os resultados obtidos por essas tendências liberalizantes e mede seus efeitos nas populações dos países em que as práticas foram adotadas.
Nesse livro, os autores concluem que: "A 'globalização' e 'liberalização', como motores do crescimento econômico e o desenvolvimento dos países, não reduziram as desigualdades e a pobreza nas últimas décadas".
A segunda parte do livro analisa as tendências das desigualdades econômicas ocorridas em várias partes do mundo, inclusive na OECD, nos Estados Unidos, na América Latina, no Oriente Médio e norte da África, na África sub-saariana, Índia e China.
As políticas liberais adotadas não trouxeram ganhos significativos para a melhoria da distribuição de renda, pelo contrário: "A desigualdade na renda per capita aumentou em vários países da OCDE (Organização para a Cooperação e o Desenvolvimento Econômico) durante essas duas décadas, o que sugere que a desregulação dos mercados teve como resultado uma maior concentração do poder econômico."
A liberalização do fluxo de capitais financeiros internacionais, que era apontada como uma maneira segura de fazer os capitais jorrarem dos países ricos para irem irrigar as economias dos países pobres, deles sedentos, funcionou exatamente ao contrário.
O fluxo de dinheiro se inverteu, e os capitais fugiram dos países mais pobres, indo para os mais ricos: "Houve uma tremenda liberalização financeira e se pensava que o fluxo de capital iria dos países ricos aos pobres, mas ocorreu o contrário", anotou Sundaram. Como exemplo, citou que os EUA recebem investimentos dos países em desenvolvimento, concretamente nos bônus e obrigações do Tesouro, e em outros setores.
Essa "liberalização" de fluxos financeiros é assimétrica. Os países que mais defendem a liberalização total dos fluxos de capitais não a praticam dentro de suas fronteiras. Os Estados Unidos, com seu forte discurso liberalizante criou, por exemplo, a "Community Reinvestment Act" (Lei do Reinvestimento Comunitário) que obriga seus bancos a reaplicar localmente parte do dinheiro que captam na comunidade. A Alemanha resistiu a todas as pressões para "internacionalizar" seus capitais; em 2015, 60% da poupança da população alemã estão em caixas municipais, que financiam pequenas empresas, escolas e hospitais. A França criou um movimento chamado de "Operações Financeiras Éticas". A apregoada liberdade irrestrita para os fluxos de capitais parece ter sido adotada só pelos países subdesenvolvidos, que se veem frequentemente pressionados pelo FMI e em decorrência submetidos a graves crises causadas por sua vulnerabilidade às violentas movimentações especulativas mundiais.
Essa diferença entre o discurso liberalizante dos países desenvolvidos e suas práticas, foi reconhecida até por Johan Norberg, o jornalista sueco autor do "best-seller" In Defense of Global Capitalism que "atira coqueteis Molotov retóricos nas potências ocidentais, cujo discurso em prol dos livre-mercados é enormemente prejudicado por suas tarifas draconianas sobre a importação de produtos têxteis e agrícolas, as duas áreas nas quais os países subdesenvolvidos teriam condições de competir".
De maneira geral, "a repartição da riqueza mundial piorou e os índices de pobreza se mantiveram sem mudanças entre 1980 e 2000", como já previra Tobin em 1981.
Por outro lado, os liberais afirmam que as reformas chamadas de "neoliberais" foram insuficientes e os governos fracassaram em áreas fundamentais para terem êxito, e chegam a afirmar que não houve nenhum governo liberal de fato. Estes liberais geralmente estão ligados à Escola Austríaca, e são adeptos normalmente do minarquismo ou do anarcocapitalismo.
O Fundo Monetário Internacional -  instituição que, por décadas, foi um dos alvos preferenciais dessas críticas, por  defender a aplicação de diretrizes de política econômica ditas neoliberais - publicou, em seu site, o artigo intitulado "Neoliberalism: Oversold?". Assinado por economistas da instituição, o artigo não apenas admite a palavra "neoliberalismo" no próprio título como também incorpora a crítica ao receituário  por décadas prescrito pelo próprio FMI aos países em desenvolvimento, como  a rota mais segura  para o crescimento econômico sustentável. Os autores do texto admitem que, de fato,  tais prescrições poderiam, a longo prazo, ter efeito contrário sobre essas economias, aumentando a desigualdade e, afinal, compromentendo o almejado crescimento econômico sustentado.
No campo filosófico, alguns autores fizeram análises críticas do neoliberalismo, como Michel Foucault,  Pierre Dardot, Christian Laval e Byung-Chul Han. 